# 細田直之
細田 直之（ほそだ なおゆき、1938年11月27日 - 2024年8月9日）は、日本の経営者。

## 経歴
東京都出身。1952年に横浜国立大学工学部を卒業し、同年に三菱金属(のちの三菱マテリアル)に入社。
1993年6月に取締役に就任し、1996年6月に常務を経て、2000年6月に副社長と三菱マテリアルシリコン社長に就任。2004年4月にSUMCO社長に就任し、2005年12月には相談役に退いた。
2024年8月9日、肺炎のため千葉県我孫子市の病院で死去。85歳没。